# Diffusività termica
La diffusività termica ({\displaystyle a} oppure {\displaystyle \alpha }), chiamata anche coefficiente di diffusione del calore, è una proprietà intrinseca del materiale che regola il trasferimento di calore per diffusione (conduzione). 
Analogamente alle altre formulazioni della diffusività ha le dimensioni di {\displaystyle \left[\mathrm {L} ^{2}\,\mathrm {T} ^{-1}\right]}. 

## Formulazione matematica
La diffusività termica, utilizzando le unità di misura del Sistema internazionale, è definita da:
{\displaystyle a={\frac {\lambda }{\rho \,c_{p}}}\qquad \left[\mathrm {m} ^{2}\,\mathrm {s} ^{-1}\right]}
dove:
- {\displaystyle \lambda } è la conduttività termica, {\displaystyle \left[\mathrm {W} \,\mathrm {m} ^{-1}\mathrm {K} ^{-1}\right]};
- {\displaystyle \rho } è la densità, {\displaystyle \left[\mathrm {kg} \,\mathrm {m} ^{-3}\right]};
- {\displaystyle c_{p}} è la capacità termica specifica a pressione costante, {\displaystyle \left[\mathrm {J} \,\mathrm {kg} ^{-1}\mathrm {K} ^{-1}\right]}.

## Derivazione
Dall'equazione di bilancio dell'energia interna si ha:
{\displaystyle \rho c_{p}{\frac {\mathrm {D} T}{\mathrm {D} t}}=-\nabla \cdot \mathbf {q} -({\mathcal {E}}-{\mathcal {A}})-{\underline {\underline {\mathbf {\tau } }}}:\nabla \mathbf {v} +\rho \,T\left({\frac {\partial {\hat {V}}}{\partial T}}\right)_{p}{\frac {\mathrm {D} p}{\mathrm {D} t}}}
dove {\displaystyle :} (indicato anche con {\displaystyle \odot }) rappresenta il doppio prodotto scalare tra due tensori.
Nel caso di conduzione attraverso un solido fermo (velocità {\displaystyle \mathbf {v} =0}) si possono operare le seguenti semplificazioni:
- il termine legato alla dissipazione viscosa {\displaystyle \mathbf {\tau } :\nabla \mathbf {v} } è nullo;
- la derivata sostanziale della temperatura {\displaystyle {\frac {\mathrm {D} T}{\mathrm {D} t}}}, quando la velocità è nulla, è pari alla derivata parziale della temperatura nel tempo;
- dall'equazione di continuità della massa, {\displaystyle {\frac {\mathrm {D} \rho }{\mathrm {D} t}}=-\rho (\nabla \cdot \mathbf {v} )} si ricava che, quando la velocità è nulla, la densità è costante e di conseguenza lo è anche il volume molare, {\displaystyle {\hat {V}}=1/\rho }.

Infine se il contributo dell'irraggiamento {\displaystyle ({\mathcal {E}}-{\mathcal {A}})} è trascurabile (ossia se le temperature non sono troppo elevate) l'equazione si riduce a:
{\displaystyle \rho c_{p}{\frac {\partial T}{\partial t}}=-\nabla \cdot \mathbf {q} }
Il flusso termico per conduzione per un materiale isotropo ({\displaystyle \lambda } costante) è dato da:
{\displaystyle \mathbf {q} =-\lambda \nabla T}
e sostituendo risulta:
{\displaystyle {\frac {\partial T}{\partial t}}={\frac {\lambda }{\rho \,c_{p}}}\nabla ^{2}T=a\nabla ^{2}T}
Questa è l'equazione di diffusione nella quale compare la diffusività termica.  

## Valori tipici
Il valore di {\displaystyle a} per alcuni materiali è riportato in tabella.
| Materiale           | {\displaystyle a\times 10^{6}}                                   |
|                     | {\displaystyle \left(\mathrm {m} ^{2}\,\mathrm {s} ^{-1}\right)} |
| ------------------- | ---------------------------------------------------------------- |
| Ossido di alluminio | 11.9                                                             |
| Asfalto             | 0.03                                                             |
| Carbonio amorfo     | 1.13                                                             |
| Cotone              | 0.58                                                             |
| Diamante            | 1290                                                             |
| Granito             | 1.37                                                             |
| Carta               | 0.01                                                             |
| Suolo               | 0.14                                                             |
| Argilla             | 1.01                                                             |
| Carbone             | 0.15                                                             |

In tabella sono riportati i dati di {\displaystyle a\times 10^{6}}; per ottenere i valori di {\displaystyle a} bisogna moltiplicare il valore riportato per {\displaystyle 10^{-6}}. Ad esempio per il carbone {\displaystyle a=0.15\times 10^{-6}\mathrm {m} ^{2}\,\mathrm {s} ^{-1}}.

## Utilizzo
La diffusività termica è particolarmente utile per descrivere il trasporto di energia termica in stato non stazionario. In tali condizioni, infatti, affinché il materiale trasmetta efficacemente l'ondatermica non è sufficiente che esso sia molto conduttivo, ovvero che sia in grado di lasciarsi attraversare facilmente da un flusso termico a fronte di un gradiente di temperatura. È necessario che esso sia anche poco massivo e con basso calore specifico, cosicché il calore ricevuto ad ogni strato elementare in cui è possibile suddividere il mezzo, non venga immagazzinato all'interno dello strato stesso (secondo la legge della calorimetria) ma si concretizzi in una variazione di temperatura dello strato che attiva un nuovo gradiente termico tra lo strato in questione e il successivo. Secondo questo meccanismo il campo termico propaga. Se si avesse alta conducibilità ma anche alta densità e calore specifico, a fronte di un gradiente termico, il flusso sarebbe ingente nei primi strati del materiale, ma non riuscirebbe ad attraversare i successivi.